# Chira gounellei
Chira gounellei là một loài nhện trong họ Salticidae.
Loài này thuộc chi Chira. Chira gounellei được Eugène Simon miêu tả năm 1902.